# Браян Марк Рігг
Брайан Марк Ріґґ (англ. Bryan Mark Rigg) (16 березня 1971 , Техас ) — американський письменник і оратор. Автор відомої книги "Єврейські солдати Гітлера: нерозказана історія нацистських расових законів і людей єврейського походження в німецькій армії", в якій стверджується, що у Вермахті служило понад 150 тисяч євреїв. Також він є співавтором «Врятований з Рейху: як один із солдатів Гітлера врятував любавічеського ребе».

## Знайомство із солдатом Вермахту
Народжений у баптистській сім'ї і вихований, як баптист, Рігг навчався в Академії Філіпса Ексетера, яку закінчив у 1991 році, продовжив навчання в Єльському університеті та отримав ступінь бакалавра в 1996 році. Продовжив навчання в Кембриджському університеті, де отримав докторський ступінь у 2002 році. Влітку 1994 року він поїхав до Німеччини і зустрів Пітера Мілліса, літнього чоловіка, який допоміг Ріггу зрозуміти німецьку мову у фільмі "Europa Europa", про Шломо Перла, єврея, який під час служби у Вермахті видавав себе за фольксдойчесирота на ім'я Йозеф Петерс. Пізніше Мілліс сказав Рігґу, що він сам був частково євреєм, і познайомив його з темою, яка стала його основою багаторічних досліджень.
Рігг виявив велику кількість « Mischlinge » (частково євреїв), які були членами Націонал-соціалістичної німецької робітничої партії (або «нацистської» партії) і/або служили в німецьких збройних силах під час Другої світової війни. У 1990-х роках він подорожував світом, насамперед Австрією та Німеччиною, і взяв інтерв’ю у сотень цих людей. Його зібрані документи, відеокасети та мемуари часів війни на цю тему представлені, як колекція Брайана Марка Рігга у відділенні військового архіву Федерального німецького архіву (Bundesarchiv) у Фрайбурзі, Німеччина.
Він викладав у Південному методистському університеті та Американському військовому університеті.
Твердження Рігга використовували, як дослідники Голокосту, так і групи заперечення Голокосту та антисіоністські течії.

## «Єврейські солдати Гітлера»
Його книга «Єврейські солдати Гітлера» принесла Ріґґу нагороду Колбі (за перші книги з військової історії) у 2003 році. Перш, ніж його праця була опублікована, його дослідження було підхоплено кількома газетами, зокрема London Telegraph, New York Times і Los Angeles Times, викликавши сенсацію та критику з боку деяких істориків. Його підтримали такі історики, як Майкл Беренбаум, Роберт Сітіно, Стівен Фріц, Джеймс Корум, Паула Хайман, Натан Штольцфус, Норман Наймарк, Джонатан Стейнберг, Джеффрі П. Мегаргі, Денніс Шоуолтері Джеймс Тент. Відтоді він опублікував кілька інших книг: «Врятовані з Рейху» з передмовою Паули Гайман (Yale University Press, 2004), «Життя єврейських солдатів Гітлера» (Канзас, 2009) і «Рабин, врятований солдатами Гітлера» з передмовою Майкла Беренбаума (Канзас, 2016).

## Про що ж розповідає Брайан Рігг?
Наприклад, не всі знають, що блакитноокий чоловік, який дивиться з німецьких вербувальних плакатів часів нацизму, підписаних «Ідеальний німецький солдат», — Вернер Голдберг, учасник польської кампанії 1939 року, син єврея. Лише цей випадок говорить про те, що аж ніяк не всі євреї, а особливо люди, народжені від змішаних шлюбів, були репресовані Гітлером. Багато з них були цілком сумлінними нацистами. А деякі й очолювали місцеві нацистські організації, навіть військові підрозділи і з’єднання.
Взагалі нацистські расові закони забороняли тримати на державній службі євреїв та їхніх нащадків від змішаних шлюбів. Але люди, котрі мали таку спорідненість, наманалися довести, що вони ще більші германці, ніж самі німці. Це призвело до того, що в реальному житті ці суворі закони часто ігнорувалися.
Найпоказовішим прикладом може слугувати фельдмаршал авіації Ерхард Мільх, батько якого був євреєм. Коли Гестапо спробувало натякнути Герінгу, що у нього в підпорядкуванні на найвищій посаді перебуває єврей, той відповів: «У своєму штабі я сам буду вирішувати, хто у мене єврей, а хто ні». Після війни Мільх, як військовий злочинець, дев’ять років відсидів у в’язниці.
«Істинним арійцям», звичайно, євреї спокою не давали, і на початку 1944 року в надрах кадрового відділу Вермахту появився список євреїв, які займали вищі посади в армії. До списку потрапило 77 осіб. Серед них 23 полковники, 5 генерал-майорів, 8 генерал-лейтенантів і два генерали армії. Кожен з них мав посвідчення особисто від Адольфа Гітлера, яке підтверджувало його арійське походження.
Не варто думати, що євреї служили тільки на вищих посадах. Їх було багато і серед рядового складу армії. Військове братство не дозволяло німцям видавати «своїх» євреїв. А ті, у свою чергу, служили від душі. Сотні євреїв були нагороджені однією з вищих нагород нацистської Німеччини — «Залізним Хрестом».
Але євреї служили не тільки на полях битв. Одна з найбільш одіозних фігур Третього Рейху Рейнхард Гейдріх, як і більшість представників нацистської верхівки, мав єврейське коріння. Саме він, як голова РСХА, очолював гестапо, поліцію, розвідку і контррозвідку. 
Ці відомості мають і інші підтвердження. «Військово-історичний журнал» №9 1991р: «У наших таборах для військовополонених офіційно зареєстровано 10 тисяч 173 єврея, що воювали проти Радянського Союзу на боці фашистів у військах гітлерівського Вермахту». Серед спецпоселенців-«власовців» на обліку, станом на 1949 рік, перебував 171 єврей.

## Критика
Книжки Брайана сподобалися не всім. Вчені, такі як Річард Дж. Еванс, професор історії Кембриджського університету Регіус і Омер Бартов, професор історії Браунського університету, вважають назви книг Рігга, наприклад «Єврейські солдати Гітлера», оманливими, оскільки вони - не про євреїв, як зазвичай розуміють, але майже в усіх випадках це стосується der Mischling (помісь, гібрид) - "наполовину" євреїв і "чверть" євреїв, як визначено Нюрнберзькими законами, але не згідно з єврейським релігійним законом. Наприклад, євреєм був батько генерала-фельдмаршала Люфтваффе Ергарда Мільха. Також єврейське коріння мали й інші члени вищого керівництва Третього Рейху.
За законами Ізраїлю, колишні солдати Вермахту теж мають право на громадянство.

## Свідчення інших авторів
Про єврейське оточення Гітлера писав професор історії, генеральний секретар Союзу єврейських нерелігійних організацій Німеччини
Дітріх Брондер. (Перед приходом Гітлера. 1975. ISBN 3858000027) . Але, за рішенням суду, праця історика була заборонена. Перевидав книжку німець, підполковник у відставці, Геннеке Кардель. (Адольф Гітлер - засновник Ізраїлю. 1974. ISBN 9783926328816). . Весь тираж книжки, 10 000 екземплярів, за рішенням суду, втопили в Гамбурзькій гавані. Тоді Кардель переїхав до Швейцарії і там, заснувавши власне видавництво, перевидав книжку ще раз.